# Левица (Дания)
Левицата (на датски: Venstre), наричана също Датска либерална партия (Danmarks Liberale Parti) е центристко-дясна и консервативно либерална политическа партия в Дания.
Тя е основана през 1870 година и първоначално има аграристка идеология. През по-голямата част от 20 век Левицата е водещата дясна партия в страната. По традиция се ползва с най-голямо влияние в селските райони, най-вече в южната част на Ютланд. От 2001 година тя е водещата партия в десните коалиции, оглавявани от нейните представители Андерс Фог Расмусен и Ларс Льоке Расмусен. На изборите през 2011 година Левицата успява да запази своите позиции, но загубите на другите партии от десницата я оставят в опозиция. През 2015 година остава на трето място с 20% от гласовете и 34 депутатски места, но съставя самостоятелно правителство на малцинството.